# The Beast (phim 1988)
The Beast hay The Beast of War (tựa tiếng Việt: Con quái vật, Quái thú chiến tranh hay Quái vật chiến tranh) là một bộ phim hành động - chiến tranh - tâm lý Mỹ do đạo diễn Kevin Reynolds thực hiện, được hãng Columbia Pictures sản xuất vào năm 1988. Phim có sự tham gia của các diễn viên George Dzundza, Jason Patric, Steven Bauer, Erick Avari, Stephen Baldwin và Don Harvey. Bộ phim nói về cuộc chiến tranh giữa Liên bang Xô viết và Afghanistan vào những năm 1979-1989.

## Nội dung
Năm 1981 ở Afghanistan, một đơn vị xe tăng T-55 của Liên Xô tấn công một ngôi làng Pashtun, nơi ẩn náu của lực lượng chiến binh Mujahideen. Một người đàn ông Afghanistan đã bị nghiền nát dưới bánh xích xe tăng theo lệnh của viên chỉ huy tàn nhẫn Daskal. Người lái xe, Konstantin Koverchenko, miễn cưỡng thực hiện hành động này trước mặt những người phụ nữ Afghanistan đang xin tha mạng cho người đàn ông. Chiếc xe tăng sau đó mất khả năng truyền sóng vô tuyến, rẽ nhầm qua một con đèo và đi vào một thung lũng. Taj quay về và thấy ngôi làng đã bị phá hủy, cha và anh trai của anh đã bị giết (anh trai của anh chính là người bị xe tăng của Daskal cán chết). Là thủ lĩnh mới sau cái chết của anh trai mình, Taj quyết tâm trả thù và dẫn đầu một nhóm chiến binh Mujahideen vào thung lũng để truy đuổi xe tăng của Daskal, mang theo súng chống tăng RPG-7 để phá hủy nó.
Bị lạc và bị cô lập, nhóm lính xe tăng đi tìm Đại lộ Kandahar để quay về căn cứ Liên Xô. Trong khi dừng lại để xác định vị trí, họ bị tấn công bởi nhóm của Taj. Cuộc tấn công không thành công, Moustafa - anh họ của Taj - bắn trượt một quả đạn RPG, và chú của Taj bị thương. Quân Mujahideen tiếp tục lần theo dấu vết của chiếc xe tăng. Trong khi cắm trại qua đêm, người lính Quân đội Afghanistan Samad đã hướng dẫn Koverchenko về quy tắc danh dự của người Pashtun, gọi là "Pashtunwali"; đặc biệt là "nanawatai", bắt buộc phải cung cấp nơi trú ẩn cho kẻ thù nếu được yêu cầu.
Trên đường đi, nhóm lính xe tăng bị nhóm của Taj tấn công vài lần, khiến Anton Golikov bị thương, thức ăn và nước uống của họ bị mất và nhiều đạn dược bị tiêu hao. Nghi ngờ Samad là kẻ phản bội sau quá nhiều sự trùng hợp đáng tiếc (chẳng hạn như anh ta đưa một quả đạn pháo bị lép), Daskal đã giết anh ta; Koverchenko đe dọa sẽ báo cáo chuyện này với cấp trên. Đêm đó, Daskal giải thích lý do giết Samad khi họ lội qua sông, tiết lộ rằng ông ta từng chiến đấu trong Trận Stalingrad trong Thế chiến thứ hai, khi mới 8 tuổi. Ngày hôm sau, Koverchenko nói rằng chiếc xe tăng đang bị hỏng; Daskal cho rằng anh đang muốn đầu hàng quân Mujahideen. Ông ta ra lệnh cho Kaminski và Golikov trói anh vào một tảng đá, và để một quả lựu đạn sau đầu anh như một cái bẫy cho quân Mujahideen. Bầy chó hoang đã tấn công Koverchenko, nhưng anh thoát nạn khi quả lựu đạn lăn khỏi tảng đá và phát nổ, khiến chúng sợ hãi bỏ chạy. Nhóm của Taj tìm thấy Koverchenko, người xin tha mạng bằng cách nói "nanawatai". Mặc dù những người phụ nữ Afghan đòi giết anh, quân Mujahideen vẫn cung cấp cho anh thức ăn và nơi ở. Koverchenko kết bạn với Taj sau khi sửa chữa khẩu RPG bị hỏng và đồng ý giúp họ tiêu diệt chiếc xe tăng.
Trong khi đó, nhóm của Daskal thấy Đại lộ Kandahar, nhưng một khe núi lớn đã ngăn cách họ với con đường. Họ mắc kẹt tại chỗ sau khi hết nhiên liệu, cho đến khi một máy bay trực thăng Liên Xô xuất hiện và đề nghị đưa họ về căn cứ. Tuy nhiên, Daskal đã từ chối về bằng trực thăng, chỉ xin thêm nhiên liệu cho xe tăng. Người phi công trực thăng cho biết lối ra duy nhất chính là con đèo mà họ đã đi vào. Nhóm của Daskal phải quay lại con đèo lúc đầu họ đã vào, lái suốt đêm và ngày hôm sau họ phát hiện nhóm lính trực thăng đã chết vì uống nước từ một hố nước mà chính họ đã bỏ thuốc độc xuống. Phát hiện ra quân Mujahideen đang đến gần, cả ba cho xe tăng chạy về phía con đèo. Moustafa và đàn em của anh ta ở lại thu gom vũ khí từ chiếc trực thăng.
Quân Mujahideen và Koverchenko đuổi kịp chiếc xe tăng, Koverchenko chạy lên vị trí cao vì anh thừa biết nòng pháo của xe tăng không thể chĩa lên quá cao. Anh bắn khẩu RPG nhưng chỉ phá hỏng nòng pháo của xe tăng. Những tưởng chiếc xe tăng sẽ chạy thoát thành công, nhưng những người phụ nữ Afghan đã dùng chất nổ làm nổ tung vách đá, những tảng đá rơi xuống chiếc xe tăng khiến nó bị đứt xích. Koverchenko đốt cháy xăng bị chảy dưới xe tăng, buộc nhóm của Daskal phải ra đầu hàng (trước đó Daskal định sử dụng lựu đạn tự sát nhưng Golikov và Kaminski đã phản đối); anh xin tha mạng cho nhóm của Daskal và Taj miễn cưỡng đồng ý. Koverchenko chỉ trích Daskal về sự tàn bạo của ông ta, nói rằng anh muốn ông ta sống để chứng kiến Liên Xô thua cuộc chiến này.
Kaminski, Golikov và Daskal đi bộ về căn cứ. Khi họ đến ngã ba dẫn vào thung lũng, Daskal nhận ra rằng chỉ một ngã rẽ là nguyên nhân dẫn đến tất cả mọi chuyện. Họ bị những người phụ nữ Afghan truy đuổi, chỉ có Kaminski và Golikov thoát về đến căn cứ, còn Daskal không chạy kịp nên đã bị giết; những người phụ nữ mang bộ quân phục đẫm máu của ông ta về cho Taj như một chiến lợi phẩm. Koverchenko vẫy gọi một chiếc trực thăng Liên Xô bay ngang qua để được giải cứu. Koverchenko chào tạm biệt Taj khi anh được chiếc trực thăng kéo lên bằng dây cáp. Bộ phim kết thúc với cảnh chiếc trực thăng đưa Koverchenko bay qua những đồi núi.

## Diễn viên
- George Dzundza vai Thiếu tá Daskal
- Jason Patric vai Konstantin Koverchenko
- Steven Bauer vai Taj
- Erick Avari vai Samad
- Stephen Baldwin vai Anton Golikov
- Don Harvey vai Kaminski
- Chaim Girafi vai Moustafa
- Shoshi Marciano vai Sherina
- Yitzhak Ne'eman vai Iskandar
- David Sherrill vai Kovolov
- Moshe Vapnik vai Hasan
- Claude Aviram vai Sadioue
- Victor Ken vai Ali
- Avi Keedar vai Noor
- Avi Gil-Or vai Khahzaman
- Roberto Pollak vai Shahzaman
- Beni Baruchin vai Afzal

## Nhạc phim
Nhạc phim gốc của The Beast được phát hành ra đĩa bởi Hãng ghi âm CBS/Columbia ngay sau khi bộ phim ra mắt, các bản nhạc đều được nhạc sĩ Mark Isham sáng tác và thể hiện.

## Chuyện bên lề
- Nhân vật Thiếu tá Daskal trong phim từng là một cậu bé 8 tuổi lái xe tăng T-34 cùng Hồng quân tiêu diệt nhiều phát xít Đức trong trận đánh Stalingrad của Thế chiến thứ hai.
- Bộ phim The Beast được bấm máy chính thức ở Israel mặc dù bối cảnh là Afghanistan.
- Những chiếc xe tăng T-55 trong phim hoàn toàn là xe tăng thật, còn những chiếc máy bay trực thăng Aérospatiale Super Frelon là máy bay giả.